# Denkmal für die im Nationalsozialismus verfolgten Homosexuellen
Denkmal für die im Nationalsozialismus verfolgten Homosexuellen (dansk: Mindesmærke for de under nationalsocialismen forfulgte homoseksuelle) er et mindesmærke for de homoseksuelle, der blev forfulgt under Nazi-Tyskland. Det er beliggende i udkanten af Tiergarten i Berlin, Tyskland og blev indviet 27. maj 2008.
Mindesmærket er designet af den danske kunstner Michael Elmgreen og norske Ingar Dragset (kendt som kunstnerduoen Elmgreen & Dragset). Det består af en betonkubus med et vindue, hvori man kan se en kortfilm med to mænd, der kysser. Tæt ved mindesmærket er et skilt, hvor man kan læse om de forfølgelser, som de homoseksuelle blev udsat for, dels under nazismen, dels som følge af paragraf 175 i den tyske straffelov, der først blev fjernet endeligt efter Tysklands samling i 1994.